# Strukstrup Kirke
Strukstrup Kirke er en kirke i senromansk stil beliggende i landsbyen Strukstrup på halvøen Angel i Sydslesvig i den nordtyske delstat Slesvig-Holsten. Kirken er sognekirke i Strukstrup Sogn. Den er viet Sankt Jørgen (Skt. Georg).
Kirken er opført omkring 1230 som kampestenkirke og som den første kirke i Strukstrup Herred. Koret er dog af mursten. Korets sengotiske krydshvælvinger viser skildringer af evangelisterne. I stedet for et tårn råder kirken over et klokkestabel, som er opført 1560. Altertavlen med udskårne figurer bærer årstallet 1656. Prædikestolen er fra 1617. Kurven genfortæller secener om Jesu liv og død. Alteret er fra 1656. Ved korets nordside findet et tabernakel (sakramentskab el. sakramenthus) som gemme for monstrans og hostie i den katolske kirke. Fra før-reformatorisk tid er også triumfkorset, der fremstiller Kristus som sejrende over døden, som triumfator.
Menigheden hører under den lutherske nordtyske landskirke, tidligere den nordelbiske kirke. I den danske periode før den 2. Slesvigske krig var kirkesproget blandet dansk-tysk.